# Kurt Kohl
Kurt Kohl (* 15. November 1918 in Frankfurt am Main; † 4. Oktober 2002 ebenda) war ein deutscher Psychologe. Er war Pionier der Gestaltpsychologie bzw. Gestalttheorie auf dem Gebiet der Sensomotorik und Sportpsychologie.

## Leben
Seine Sportlehrerprüfung bestand Kohl 1939. Anschließend wurde er zum Militärdienst eingezogen, bei dem er vor allem in Frankreich eingesetzt war. Nach Entlassung aus der amerikanischen Kriegsgefangenschaft konnte er sein (Volksschul-)Lehrerstudium am Pädagogischen Institut in Weilburg absolvieren (1946). Sodann arbeitete er als Sportlehrer am Institut für Leibesübungen der Universität Frankfurt (er unterrichtete u. a. Basketball) und begann zusätzlich mit dem Psychologiestudium:  1951 Vordiplom, 1953 Diplom-Psychologe. Kohl promovierte 1955 an der Universität Frankfurt bei Edwin Rausch, einem bedeutenden Gestaltpsychologen in Deutschland, zum Dr. phil.nat. Seine Dissertation Zum Problem der Sensumotorik gilt nach wie vor als ein Standardwerk der Sportpsychologie. Kohl legte darin auf Grundlage vielfältiger phänomenologischer Experimente und Untersuchungen erstmals systematisch die Gestalttheorie des Sports dar. Kohl war in der universitären Lehre als Sportlehrer in Frankfurt (1955–1964), als Assistent und Studienrat im Hochschuldienst in Gießen (1964–1966), als Oberstudienrat an der TH Aachen (1966–1968) und sodann als ordentlicher Professor für Leibeserziehung an der Pädagogischen Hochschule Berlin (1968–1973) tätig, bevor er 1973 auf eine ordentliche Professur für Leibeserziehung und ihre Didaktik an der Pädagogischen Hochschule Westfalen-Lippe wechselte (ab 1980 in die Universität Bielefeld integriert). Obwohl der Grundlagenforschung verpflichtet, legte er Wert darauf, dass der Verwendungszusammenhang (vor allem zum Sport) immer eine Rolle spielte. Sein wissenschaftlich-sportpsychologisches Werk führte vor allem der Gestaltpsychologe Paul Tholey fort.
Kurt Kohl war Ehrenmitglied der deutschen Arbeitsgemeinschaft für Sportpsychologie (ASP), deren Mitbegründer er war.

## Ausgewählte Publikationen
- Zum Problem der Sensumotorik. Psychologische Analysen zielgerichteter Handlungen aus dem Gebiet des Sports. Waldemar Kramer, Frankfurt 1956.
- Gestalttheorie bei der Behandlung des motorischen Lernens im Gebiet des Sports. In: Kurt Guss (Hrsg.): Gestalttheorie und Fachdidaktik. Steinkopff, Darmstadt 1977, ISBN 3-7985-0484-9, S. 64–83.
- Psychologische Erkenntnis und Sportpraxis (= Sportwissenschaft und Sportpraxis. Band 34). Czwalina, Ahrensburg bei Hamburg 1979, ISBN 3-88020-069-6.
- Mitarbeit bei Hans Gerhard Sack: Zur Psychologie des jugendlichen Leistungssportlers (= Schriftenreihe des Bundesinstituts für Sportwissenschaft. Band 29). Verlag Hofmann, Schorndorf 1980, ISBN 3-7780-7301-X.
- Vom Sportfachmann zum Sportwissenschaftler. In K. Zieschang (Hrsg.): Sportwissenschaft in Lebensbildern (= Schriften der Deutschen Vereinigung für Sportwissenschaft. Band 100). Czwalina, Ahrensburg bei Hamburg 1999, ISBN 3-88020-335-0, S. 83–92.
- Rolf Andresen, Erwin Hahn (Hrsg.): Sensumotorisches Lernen und Sportspielforschung. Festschrift zum 65. Geburtstag von Prof. Dr. Kurt Kohl. bps-Verlag, Köln 1984, ISBN 3-92238-615-6.